# Gerhard Lingelbach
Gerhard Lingelbach (* 23. August 1948 in Greiz) ist ein deutscher Rechtshistoriker.
Lingelbach schloss 1973 das Studium der Rechtswissenschaft an der Universität Leipzig mit der Ersten juristischen Staatsprüfung ab. 1978 wurde er zum Doktor der Rechte promoviert. Er erhielt 1982 die Lehrbefugnis und habilitierte sich 1984 an der Universität Jena, an der er ab 1985 als Dozent tätig war. 1988 wurde er Professor für Staats- und Rechtsgeschichte an der Universität Jena, 1992 Ordinarius. 1993/1994 verbrachte er einen Forschungsaufenthalt am Max-Planck-Institut für europäische Rechtsgeschichte Frankfurt am Main. Von 2013 bis 2017 lehrte er als Gastprofessor an der Universität Wuhan (China). Er ist Mitglied der Vereinigung für Verfassungsgeschichte.

## Publikationen (Auswahl)
- Das Verhältnis der deutschen Rechtswissenschaft, insbesondere der Juristenfakultät der Universität Jena, zur Französischen Revolution zwischen 1789 und 1820 (zugleich: Dissertation, Universität Jena, 1978, doi:10.22032/dbt.46790).
- Änderungen der Beschuldigtenstellung bei der Überwindung des feudalen Inquisitionsprozesses im Spiegel der deutschen Rechtswissenschaft (zugleich: Habilitationsschrift, Universität Jena, 1984, doi:10.22032/dbt.40874).
- (Hrsg. mit Heiner Lück) Deutsches Recht zwischen Sachsenspiegel und Aufklärung (= Rechtshistorische Reihe. Bd. 80). Peter Lang, Frankfurt am Main 1990, ISBN 978-3-631-43024-8.
- (Hrsg.) Staatsfinanzen – Staatsverschuldung – Staatsbankrotte in der europäischen Staaten- und Rechtsgeschichte. Böhlau, Köln/Weimar/Wien 2000, ISBN 978-3-412-07299-5.
- Eduard Rosenthal (1859–1926). Rechtsgelehrter und „Vater“ der Thüringer Verfassung von 1920/21. Anton Hain Verlag, Weimar/Jena 2006, ISBN 978-3-89807-086-7.
- (Hrsg.) Rechtsgelehrte der Universität Jena aus vier Jahrhunderten. Bussert & Stadeler, Jena/Plauen/Quedlinburg 2012, ISBN 978-3-932906-83-1.
- (Hrsg. mit Dieter Pötschke, Bernd Feicke) Das Burger Landrecht und sein rechtshistorisches Umfeld. Zur Geschichte der Landrechte und ihrer Symbolik im Mittelalter von Rügen bis Niederösterreich. Lukas, Berlin 2014, ISBN 978-3-86732-185-3.